# Anton von Könitz
Anton Franz Friedrich Johann Egidius Karl Ludwig Joseph von Könitz (* 2. Februar 1779 in Wickersdorf, Thüringen; † 8. November 1837 ebenda) war ein deutscher Hauptmann und Politiker.

## Leben

### Herkunft
Anton von Könitz war Sohn von Helfgott Friedrich Heinrich Christian von Könitz (* 1750), Stammvater des Coburger Astes derer von Könitz, und Maria Cäcilie Anna Josepha von Damnitz. Sein jüngerer Bruder war Franz Ludwig von Könitz.

### Werdegang
Anton von Könitz war Erb-, Lehn- und Gerichtsherr von Wickersdorf, Arnsgereuth, Volkmannsdorf und Untersiemau.
Er war für das Fürstentum Saalfeld Gründungsmitglied des Coburger Landtags. Von 1821 bis März 1824 gehörte er dem Coburger Landtag an.
1834 wurde von Könitz, welcher bereits Kammerjunker gewesen war, zum Kammerherrn am Hofstaat des regierenden Herzogs von Sachsen-Coburg-Saalfeld befördert.

### Familie
Anton von Könitz war verheiratet mit Christiane Friederike Amalie von der Tann (1778–1844) und hatte fünf Kinder:
- Friedrich Adolf Hermann (1803–1866), herzoglich Sächsisch-Coburg-Gothaischer Kammerherr[1]
- Ferdinand Wilhelm Friedrich Johann (1844–1858):[1] Vater von Lothar Alfred Arthur von Könitz (* 1873), Leutnant im 10. Jäger-Bataillon[4]
- Ernst August Emil Leopold (1809–1871), Gutsbesitzer zu Sondshof und im Landgericht Königshofen in Bayern[1]
- Magnus Franz Friedrich Carl Wilhelm Justus Leopold Dettlev (* 1811)
- Thekla Dorette Caroline Auguste Elise (1818–1887)[2]